# Stora Lomtjärnen, Västmanland
Stora Lomtjärnen är en sjö i Norbergs kommun i Västmanland och ingår i Norrströms huvudavrinningsområde.